# Rani Maria Vattalil
Mariam Vattalil (en hindi : मारिअम वत्तिलाल), en religion sœur Rani Maria Vattalil (en hindi : रानी मारिया वेटाइल), née à Pulluvazhy dans le Kerala au sud de l'Inde le 29 janvier 1954, tuée à Nachanbore Hill près d'Indore le 25 février 1995, est une religieuse indienne, clarisse franciscaine, travailleuse sociale. Elle est assassinée à cause de son travail auprès des pauvres sans terre. Reconnue comme martyre, elle est vénérée comme bienheureuse par l'Église catholique.

## Biographie
Née dans le Kerala en 1954, Mariam Vattalil est la deuxième enfant de Paily et Eliswa Vattalil. Elle est baptisée une semaine après sa naissance, le 5 février, dans l'église Saint-Thomas, une église catholique de rite syro-malabare. À 18 ans, après la fin de ses études secondaires, elle entre dans la congrégation des Clarisses franciscaines. En intégrant le noviciat, elle choisit « Rani Maria » (« Marie Reine ») comme nom de religieuse.
D'abord institutrice, elle sert à Bijnor dans l'Uttar Pradesh au nord de l'Inde à partir de 1975, où elle prononce ses vœux définitifs le 22 mai 1980. Sœur Rani Maria continue à servir à Bijnor en tant que travailleuse sociale. touchée par la misère des paysans sans terre, elle décide de se vouer à leur cause, jusqu'à son départ en 1992 pour Udayanagar au centre de l'Inde, dans une région où les petits agriculteurs sont durement exploités. Elle plaide leur cause auprès des autorités gouvernementales et des riches propriétaires, demandant que leurs droits soient respectés et qu'une juste rétribution leur soit accordée. Elle crée pour eux des systèmes de microcrédits et de solidarité qui lui attirent la haine des grandes fortunes. Elle s'implique aussi beaucoup dans l'éducation des enfants. Apôtre du sourire, elle rayonne de joie et de simplicité, même envers ses ennemis. Son action envers les défavorisés s'accompagne d'une vie spirituelle intense, nourrie d'adoration. Varghese Kottoor, prêtre à Bijnor, a écrit : « La simplicité et la joie franciscaine de sœur Rani ont capté les cœurs et les esprits de tous ceux avec lesquels elle est entrée en contact ».
Rani Maria s’implique ainsi beaucoup dans l’éducation des enfants, tout particulièrement en faveur des pauvres. Ses programmes de développement en faveur des marginalisés et des défavorisés vont à l’encontre des intérêts d’exploitants sociaux et des propriétaires terriens. Son œuvre sociale en faveur des démunis leur déplaît plus en plus. C'est la raison de son assassinat commandité. Elle est tuée par un tueur professionnel dans un bus le 25 février 1995, de cinquante-quatre coups de couteau. En mourant, elle répète le même mot : « Jésus ! »
Samundhar Singh, le meurtrier, reçoit en prison la visite de la mère de Rani Maria ; elle lui pardonne et baise même les mains du bourreau de sa fille. À sa sortie de prison, il est pris en charge par une des sœurs de Rani Maria, qui est aussi religieuse. Il mène ensuite une vie au service des plus défavorisés. Ce cas rappelle l'histoire entre la famille de Maria Goretti et son meurtrier.

## Hommages
Le cardinal Oswald Gracias décrit son œuvre comme un « exemple héroïque ... en se mettant du côté des pauvres et des défavorisés ».
Un musée est créé en son honneur à Ernakulam dans le Kerala.
Un documentaire est consacré à son meurtre et à son auteur : « The Heart of a Murderer » (« Le Cœur d'un meurtrier »), montrant le meurtre et la repentance du meurtrier. Ce film remporte le prix du World Interfaith Harmony Film Festival en 2013.

## Béatification
La procédure en vue de sa béatification est officiellement ouverte le 26 septembre 2003, après l'absence d'opposition  (Nihil obstat) de la Congrégation pour la cause des saints et l'octroi du titre de « Servante de Dieu ».
Le procès diocésain se déroule à Indore de juin 2005 à juin 2007, aboutissant à la validation par la Congrégation romaine le 27 novembre 2009. La « positio », reçue à Rome en 2014, a été transmise à des théologiens qui ont approuvé cette cause le 1er février 2016. Le postulateur de la cause est Giovangiuseppe Califano.
Le 23 mars 2017, le pape François autorise la Congrégation pour les causes des saints à promulguer le décret reconnaissant le martyre de Rani Maria Vattalil, permettant ainsi sa béatification. La cérémonie a été célébrée le 4 novembre 2017 dans l'université Saint-Paul d'Indore, par le cardinal Angelo Amato.